# Marquesat de Saluzzo
El marquesat de Saluzzo (en occità marquesat de Saluças) fou un antic estat feudal italià del Piemont, a cavall dels Alps

## Territori del Marquesat
El marquesat de Saluzzo ocupava part de les modernes província de Cuneo i de Torí, arribant en determinats moments històrics també a àrees actualment sota control francès. El territori històric de Saluzzo va ser la zona compresa entre els rius Stura i el Po, i els Alps. Els principals centres del marquesat de Saluzzo, eren la capital Saluças o Saluzzo, Carmagnola (seu de la seca monetària), Revelo i Racconigi.
Els Del Vasto, la branca dels aleramici que van governar Saluzzo durant tot el temps que fou un estat autònom, també posseïen altres zones de Ligúria i a Itàlia a causa de diversos matrimonis, però Saluzzo mai fou incorporat a aquests territoris. Les ambicions expansionistes de Savoia no va permetre a Saluzzo mantenir la seva autonomia i ampliar la seva dominació a altres zones del Piemont.

## Història

### Els orígens i el govern de la família Del Vasto
Saluzzo després de la caiguda del regne carolingi i l'augment del grau d'autonomia dels diferents territoris, es va convertir, al canvi de segles entre el IX i el X en seu d'una "Curtis regia" sota Berenguer I (850 fins aproximadament 924). Esdevinguda possessió del arduinici (arduins), a la mort de la darrera marquesa, Adelaida de Susa el 1191 va passar a la família de marquesos aleràmics, una antiga i noble nissaga que dominava la regió de Ligúria al voltant de Savona i Acqui, dominant originalment el territori entre el Tanaro i l'Orba i la mar de Ligúria. Aquesta família fou després coneguda com a Del Vasto i Bonifaci del Vasto va aconseguir el control del país de Saluças i altres territoris que havien format part del marquesat de Torí (o marquesat de Susa o Torí-Susa). Bonifaci del Vasto va morir vers 1125/1130 i aviat els seus set fills es van repartir els territoris (1142), heretant el territori de Saluzzo el fill primogènit Manfred. A partir d'aquest moment, aquesta branca dels marquesos del Vasto van governar a Saluzzo i el títol es va transmetre dins la nissaga com qualsevol senyoria.

## La lluita per l'autonomia
Manfredo II de Saluzzo, que havia buscat estendre els seus dominis per incorporar els territoris de Racconigi i Carmagnola al sud de Torí, va entrar en guerra amb Savoia. A la mort del marquès, la vídua Alàsia de Montferrat va haver de reconèixer a Savoia una sèrie de tributs anuals: aquest vassallatge a Savoia va fonamentar les pretensions savoianes al domini del marquesat que els va portar a enfrontar repetidament contra els dèbils marquesos.

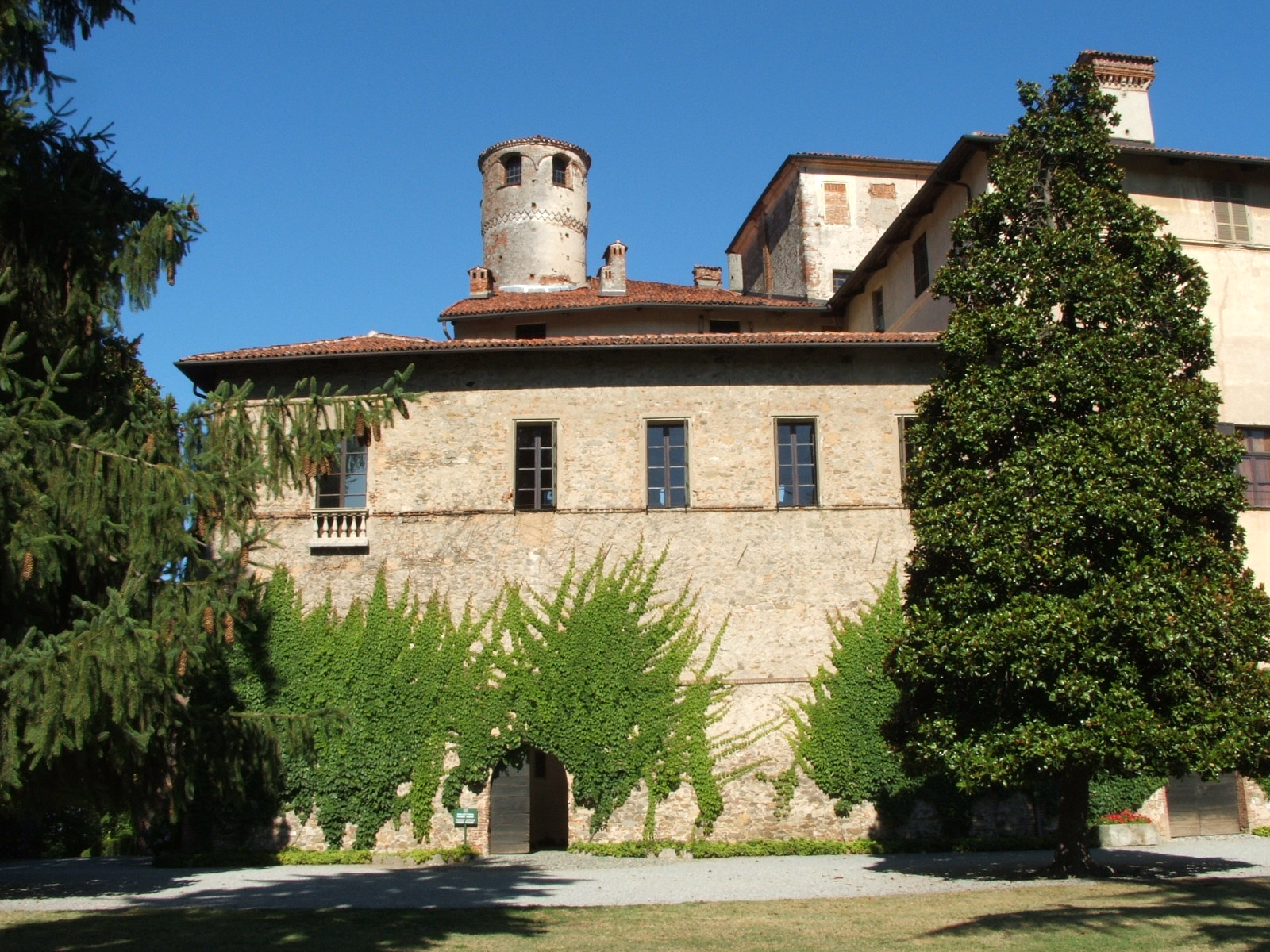
Castell della Manta, antiga possessió dels Saluzzo della Manta

## L'edat d'or: Lluís I i Lluís II
Sovint esquinçat per la dissensió interna, Saluzzo va tenir l'època de major esplendor sota el marqueos Lluís I i Lluís, al segle XV: el primer amb una política neutral a Itàlia, va actuar com a mediador de les discòrdies i va obtenir l'agraïment de l'emperador i del rei de França; el segon, a la recerca de la glòria al camp de batalla, va ser derrotat en diverses ocasions i va marcar el principi de la fi per a la glòria del marquesat.
Durant seu regnat, però, també es va cuidar de desenvolupar el seu comerç amb la construcció del primer túnel alpí, el Buco di Viso, que connecta amb una ruta segura, Saluzzo al Delfinat i la Provença.

## La decadència
A la seva mort, però, els fills no es van acontentar a gaudir del tron, i van participar en les campanyes i van malmetre les finances: quan va ser possible restablir l'ordre, ja era massa tard: els francesos havien posat els seus ulls en el marquesat, i va ser un formalisme, després de la deposició de l'últim marquès Gabriel, l'annexió a la corona francesa.
Saluzzo es va convertir en part integrant de França durant mig segle, fins que Savoia, amb el tractat de Lió el 1601, va aconseguir imposar el seu poder i mantenir-ne el control fins a la unificació d'Itàlia.

## Marquesos de Saluzzo, casa Del Vasto
- 1175 - 1175: Manfred I
- 1175 - 1215: Manfred II
- 1215 - 1244: Manfred III
- 1244 - 1296: Tomàs I
- 1296 - 1330: Manfred IV
- 1330 - 1332: Manfred V
- 1330 - 1336: Frederic I
- 1336 - 1357: Tomàs II
- 1357 - 1396: Frederic II
- 1396 - 1416: Tomàs III
- 1416 - 1475: Lluís I
- 1475 - 1504: Lluís II
- 1504 - 1528: Miquel Antoni
- 1528 - 1529: Joan Lluís
- 1529 - 1537: Francesc
- 1537 - 1548: Gabriel